# Шейфер, Тим
Ти́моти Ше́йфер (англ. Timothy Schafer; 26 июля 1967 года, Сонома, Калифорния, США) — американский разработчик компьютерных игр. Шейфер в течение 1990-х годов работал в LucasArts над приключенческими играми и прославился прежде всего как руководитель разработки игр Full Throttle и Grim Fandango; он также принимал участие в создании The Secret of Monkey Island, Monkey Island 2: LeChuck's Revenge и Day of the Tentacle. В 2000 году Шейфер покинул LucasArts и основал собственную компанию Double Fine Productions — в ней под руководством Шейфера были созданы такие игры, как Psychonauts и Brütal Legend. За свой многолетний вклад в индустрию компьютерных игр Шейфер был удостоен премий Game Developers Choice Awards и BAFTA Academy Fellowship Award.

## Биография
Тим Шейфер начал работать в компании LucasFilm Games (впоследствии LucasArts) в 1989 году, сразу после окончания университета в Беркли.
Совместно с Дэйвом Гроссманом и создателем серии игр «Monkey Island» Роном Гилбертом он работал над квестом пиратской тематики The Secret of Monkey Island. Затем той же командой был создан сиквел — Monkey Island 2: LeChuck's Revenge. Позднее Шейфер совместно с Гроссманом разработали Day of the Tentacle как продолжение игры Maniac Mansion.
Первым самостоятельным проектом Шейфера стал Full Throttle, затем последовал Grim Fandango. Следующим проектом Тима Шейфера была неназванная игра в жанре action-adventure для PlayStation 2. Её разработка так и не была завершена, поскольку в 2000 году Шейфер покинул LucasArts и основал свою собственную компанию Double Fine Productions. Через 5 лет компания выпустила игру Psychonauts, получившую помимо прочих наград в октябре 2006 года премию Британской Академии в области видеоигр за лучший сценарий.
В 2018 году Шейфер был удостоен премий Game Developers Choice Awards «За жизненные достижения» и BAFTA Academy Fellowship Award — высшей награды, присуждаемой Британской академией кино и телевизионных искусств.

## Игрография
| Название игры                      | Год выпуска | Роль                                                   | Разработчик             | Издатель                                |
| ---------------------------------- | ----------- | ------------------------------------------------------ | ----------------------- | --------------------------------------- |
| Maniac Mansion (порт для NES)      | 1987        | программист утилит                                     | Lucasfilm Games         | Lucasfilm Games                         |
| The Secret of Monkey Island        | 1990        | сосценарист, программист, дизайнер                     | Lucasfilm Games         | Lucasfilm Games                         |
| Monkey Island 2: LeChuck's Revenge | 1991        | сосценарист, программист, дизайнер                     | LucasArts Entertainment | LucasArts Entertainment                 |
| Day of the Tentacle                | 1993        | содизайнер, сопродюсер, содиректор, сосценарист        | LucasArts Entertainment | LucasArts Entertainment                 |
| Full Throttle                      | 1995        | руководитель проекта, сценарист, дизайнер              | LucasArts Entertainment | LucasArts Entertainment                 |
| Curse of Monkey Island             | 1997        | дополнительный дизайн                                  | LucasArts Entertainment | LucasArts Entertainment                 |
| Grim Fandango                      | 1998        | руководитель проекта, сценарист, дизайнер, программист | LucasArts Entertainment | LucasArts Entertainment                 |
| Psychonauts                        | 2005        | креативный директор, сосценарист, дизайнер             | Double Fine Productions | Majesco                                 |
| Brütal Legend                      | 2009        | креативный директор, сценарист, содизайнер             | Double Fine Productions | Electronic Arts                         |
| Costume Quest                      | 2010        | креативный директор, сосценарист                       | Double Fine Productions | THQ                                     |
| Stacking                           | 2011        | креативный директор                                    | Double Fine Productions | THQ                                     |
| Iron Brigade                       | 2011        | креативный директор                                    | Double Fine Productions | Microsoft Studios                       |
| Sesame Street: Once Upon a Monster | 2011        | креативный директор, сценарист                         | Double Fine Productions | Warner Bros. Interactive Entertainment  |
| Haunt                              | 2012        | актер озвучивания                                      |                         | NanaOn-Sha, Zoë Mode, Microsoft Studios |
| Double Fine Happy Action Theater   | 2012        | директор                                               | Double Fine Productions | Microsoft Studios                       |
| Middle Manager of Justice          | 2012        | креативный директор                                    | Double Fine Productions | Dracogen                                |
| Kinect Party                       | 2012        | креативный директор                                    | Double Fine Productions | Microsoft Studios                       |
| The Cave                           | 2013        | креативный директор                                    | Double Fine Productions | Double Fine Productions, SEGA           |
| Dropchord                          | 2013        | креативный директор                                    | Double Fine Productions | Double Fine Productions, Dragocen       |
| Spacebase DF-9                     | 2014        | креативный директор                                    | Double Fine Productions | Double Fine Productions                 |
| Broken Age                         | 2014        | директор, сценарист                                    | Double Fine Productions | Double Fine Productions                 |
| Grim Fandango Remastered           | 2015        | креативный директор                                    | Double Fine Productions | Double Fine Productions                 |
| Massive Chalice                    | 2015        | креативный директор                                    | Double Fine Productions | Double Fine Productions                 |
| Day of the Tentacle Remastered     | 2016        | креативный директор                                    | Double Fine Productions | Double Fine Productions                 |
| Headlander                         | 2016        | креативный директор                                    | Double Fine Productions | Adult Swim Games                        |
| Psychonauts in the Rhombus of Ruin | 2017        | креативный директор, сценарист                         | Double Fine Productions | Double Fine Productions                 |
| Full Throttle Remastered           | 2017        | креативный директор                                    | Double Fine Productions | Double Fine Productions                 |
| Psychonauts 2                      | 2021        | креативный директор, сценарист                         | Double Fine Productions | Xbox Game Studios                       |
| Keeper                             | 2025        | креативный директор                                    | Double Fine Productions | Xbox Game Studios                       |